# Empoasca salazari
Empoasca salazari är en insektsart som beskrevs av Rowland Southern 1982. Empoasca salazari ingår i släktet Empoasca och familjen dvärgstritar. Inga underarter finns listade i Catalogue of Life.